# Xã Bear Creek, Quận Clearwater, Minnesota
Xã Bear Creek (tiếng Anh: Bear Creek Township) là một xã thuộc quận Clearwater, tiểu bang Minnesota, Hoa Kỳ. Năm 2010, dân số của xã này là 111 người.